# Alfred Vogel (General)

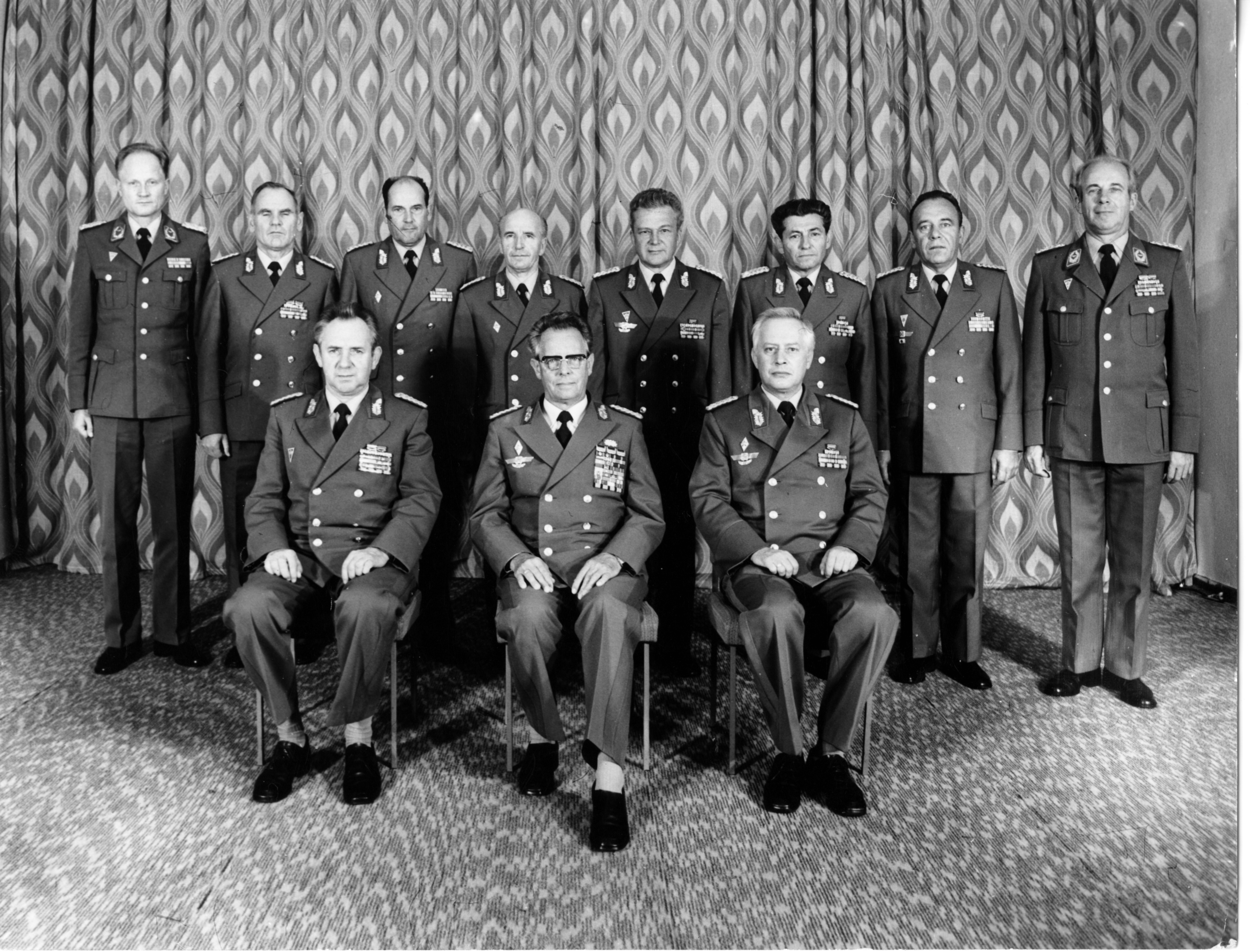
GenLtn Vogel (sitzend 1. v.l.) im Kreise des Militärrats Kommando LSK/LV im Jahre 1986.

Alfred Vogel (* 23. Februar 1930 in Chemnitz; † 11. August 2019) war ein Generalleutnant der Nationalen Volksarmee der Deutschen Demokratischen Republik.

## Leben und Werdegang
Alfred Vogel wurde als Sohn einer Arbeiterfamilie in Chemnitz geboren. Dort erwarb er das Teilabitur in Grundlagenfächern und erlernte von 1944 bis 1948 den Beruf eines Bürokaufmanns. Im Jahr 1946 wurde er Mitglied der SPD und später der SED. Nach Abschluss der Lehre arbeitete Vogel bei der Deutschen Reichsbahn.

## Militärische Laufbahn

### Ausbildung und Verwendungen
Alfred Vogel trat am 9. Juni 1949 als Freiwilligenbewerber in die bewaffneten Organe der DDR ein, absolvierte einen Lehrgang zur Offiziersausbildung und schlug die Laufbahn als Politoffizier ein. So wurde er Stellvertreter des Kommandeurs für politische Arbeit an der Volkspolizeischule in Torgau und danach der VP-Dienststelle in Meiningen. Von 1952 bis 1954 war er als Oberinstrukteur für politische Arbeit, Stellvertreter des Leiters für politische Arbeit und danach Leiter der Abteilung politische Arbeit für Sonderobjekte im Hauptstab der Kasernierten Volkspolizei, der Vorläuferorganisation des späteren NVA-Verteidigungsministeriums.
Von 1954 bis 1955 besuchte Vogel als Offiziershörer die Politoffizier-Schule in Berlin-Treptow, der Vorläufereinrichtung der späteren Militärpolitischen Hochschule „Wilhelm Pieck“ der NVA in Berlin-Grünau. Danach kehrte er in den KVP-Hauptstab nach Strausberg zurück und wurde bis 1956 in der Politischen Verwaltung/Abteilung Organisation als Inspektionsoffizier eingesetzt. 
Von 1956 bis 1958 folgte eine Truppenverwendung als Stellvertreter des Kommandeurs für politische Arbeit im neu aufgestellten Wachregiment Hugo Eberlein in der Barnim-Kaserne in Strausberg. Daran schlossen sich bis 1962 Verwendungen als Oberinstrukteur, Referatsleiter und Abteilungsleiter in der Politischen Hauptverwaltung (PHV) des kurz vorher geschaffenen MfNV an. 
Von 1963 bis 1965 wurde er zum Hochschulstudium an die Militärakademie „Friedrich Engels“ in Dresden kommandiert.

### Dienst als General
Nach dem Studium war Oberst Vogel von 1965 bis 1973 im Bereich der PHV des MfNV Abteilungsleiter Politische Instruktion. Am 2. November 1970 erfolgte seine Ernennung zum Generalmajor. 
Im Jahre 1973 folgte seine Endverwendung als Stellvertreter Chef LSK/LV und Chef der Politischen Verwaltung im Kommando LSK/LV. Gleichzeitig war er Vorsitzender der ASV Vorwärts der Luftstreitkräfte/Luftverteidigung. Am 7. Oktober 1979 wurde Alfred Vogel zum Generalleutnant befördert. Mit Erreichen der besonderen Altersgrenze wurde er am 28. Februar 1990 in den Ruhestand versetzt.
Siehe auch
→ Liste der Generale der Luftstreitkräfte der NVA

## Orden, Ehrenzeichen und Auszeichnungen
- Vaterländischer Verdienstorden in Gold, Silber, Bronze (1976)
- Scharnhorst-Orden
- Kampforden „Für Verdienste um Volk und Vaterland“ in Gold
- Verdienstmedaille der DDR
- Verdienstmedaille der Nationalen Volksarmee in Gold